# Sant Cristòfa
Saint-Christophe és un municipi francès, situat al departament de l'Alier i a la regió d'Alvèrnia-Roine-Alps. L'any 2007 tenia 453 habitants.

## Demografia

### Població
El 2007 la població de fet de Saint-Christophe era de 453 persones. Hi havia 177 famílies de les quals 44 eren unipersonals (26 homes vivint sols i 18 dones vivint soles), 52 parelles sense fills, 66 parelles amb fills i 15 famílies monoparentals amb fills.
La població ha evolucionat segons el següent gràfic:
Habitants censats

### Habitatges
El 2007 hi havia 224 habitatges, 184 eren l'habitatge principal de la família, 15 eren segones residències i 25 estaven desocupats. 221 eren cases i 3 eren apartaments. Dels 184 habitatges principals, 146 estaven ocupats pels seus propietaris, 30 estaven llogats i ocupats pels llogaters i 7 estaven cedits a títol gratuït; 5 tenien dues cambres, 26 en tenien tres, 52 en tenien quatre i 102 en tenien cinc o més. 148 habitatges disposaven pel capbaix d'una plaça de pàrquing. A 71 habitatges hi havia un automòbil i a 96 n'hi havia dos o més.

### Piràmide de població
La piràmide de població per edats i sexe el 2009 era:
| Homes | Edats   | Dones |
| ----- | ------- | ----- |
| 0     | 95 o +  | 0     |
| 0     | 90 a 94 | 0     |
| 0     | 85 a 89 | 8     |
| 0     | 80 a 84 | 12    |
| 8     | 75 a 79 | 12    |
| 16    | 70 a 74 | 12    |
| 16    | 65 a 69 | 12    |
| 8     | 60 a 64 | 4     |
| 12    | 55 a 59 | 16    |
| 20    | 50 a 54 | 16    |
| 16    | 45 a 49 | 28    |
| 16    | 40 a 44 | 20    |
| 20    | 35 a 39 | 24    |
| 20    | 30 a 34 | 12    |
| 20    | 25 a 29 | 12    |
| 8     | 20 a 24 | 0     |
| 16    | 15 a 19 | 24    |
| 8     | 10 a 14 | 8     |
| 24    | 5 a 9   | 12    |
| 20    | 0 a 4   | 16    |

## Economia
El 2007 la població en edat de treballar era de 274 persones, 202 eren actives i 72 eren inactives. De les 202 persones actives 189 estaven ocupades (101 homes i 88 dones) i 12 estaven aturades (6 homes i 6 dones). De les 72 persones inactives 33 estaven jubilades, 19 estaven estudiant i 20 estaven classificades com a «altres inactius».

### Ingressos
El 2009 a Saint-Christophe hi havia 194 unitats fiscals que integraven 481,5 persones, la mediana anual d'ingressos fiscals per persona era de 15.006 €.

### Activitats econòmiques
Dels 17 establiments que hi havia el 2007, 2 eren d'empreses de fabricació d'altres productes industrials, 5 d'empreses de construcció, 2 d'empreses de comerç i reparació d'automòbils, 1 d'una empresa de transport, 1 d'una empresa d'hostatgeria i restauració, 1 d'una empresa immobiliària, 4 d'empreses de serveis i 1 d'una empresa classificada com a «altres activitats de serveis».
Dels 5 establiments de servei als particulars que hi havia el 2009, 2 eren guixaires pintors, 2 fusteries i 1 electricista.
L'any 2000 a Saint-Christophe hi havia 37 explotacions agrícoles que ocupaven un total de 2.496 hectàrees.

## Equipaments sanitaris i escolars
El 2009 hi havia una escola maternal integrada dins d'un grup escolar amb les comunes properes formant una escola dispersa.

## Poblacions més properes
El següent diagrama mostra les poblacions més properes.